# Drégelypalánk
Drégelypalánk là một thị trấn thuộc hạt Nógrád, Hungary. Thị trấn này có diện tích 22,18 km², dân số năm 2010 là 1524 người, mật độ 69 người/km².